# Eugène Touron
Pour les articles homonymes, voir Touron (homonymie).
Eugène Touron est un homme politique français né le 11 mars 1857 à Saint-Quentin (Aisne) et mort le 27 décembre 1924 à Paris.

## Biographie
À la tête d'une importante filature de coton, il est membre, puis président, en 1909, de la chambre de commerce de Saint-Quentin. En 1901, il fonde l'union des syndicats patronaux des industries textiles de France, puis préside l'Association de l'industrie et de l'agriculture françaises jusqu'à son décès. Il est également membre du conseil supérieur du Travail.
Sénateur de l'Aisne de 1905 à 1924, il est inscrit au groupe de la Gauche républicaine, dont il devient président. Il intervient beaucoup sur les sujets économiques, où il fait figure de porte-parole de la grande industrie française. Il est à de nombreuses reprises rapporteur des budgets de l'industrie et du travail. Il est vice-président du Sénat de 1913 à 1916.

## Sources
- « Eugène Touron », dans le Dictionnaire des parlementaires français (1889-1940), sous la direction de Jean Jolly, PUF, 1960 [détail de l’édition]